# Feel the Knife
Feel the Knife è il primo EP del gruppo musicale speed metal canadese Exciter, pubblicato dall'etichetta musicale Music for Nations nel 1985. Si tratta dell'ultimo lavoro della band con la formazione originale che si riunirà solo nel 2014.
Il disco, uscito in formato 45 giri, contiene l'omonima canzone e due brani live tratti da un concerto tenutosi nel 1984 ad Ottawa: Violence And Force e Pounding Metal; le versioni in studio di questi pezzi sono presenti sull'album Violence & Force. Le tre tracce che compongono l'EP appaiono come bonus tracks nella ristampa del 2005 di Long Live the Loud.

## Tracce
Lato A
1. Feel the Knife – 2:56

Lato B
1. Violence and Force (live) – 4:28
2. Pounding Metal (live) – 6:13

## Formazione
- John Ricci – chitarra
- Allan Johnson – basso
- Dan Beehler – batteria, voce